# Le Beauf
Pour plus de détails, voir Fiche technique et Distribution.
Le Beauf est un film français, réalisé par Yves Amoureux, sorti le 7 janvier 1987.

## Synopsis
Gilbert est employé à l'incinération des billets usagés à la Banque de France. Serge, son ami d'enfance, revient d'un prétendu long séjour en Australie. Avec Marc, le frère de Gisèle (l'épouse de Gilbert), ils vont tenter d'obtenir l'aide de Gilbert pour voler les billets destinés à la destruction afin de rembourser leur créancier, en manipulant Gilbert.

## Fiche technique
- Titre : Le Beauf
- Réalisation : Yves Amoureux
- Scénario : Yves Amoureux, Guy Beaumont
- Musique : Alain Bashung
- Photographie : Thierry Arbogast
- Montage : Catherine Renault
- Genre : Drame
- Pays :  France
- Durée : 102 minutes
- Format : Couleur
- Date de sortie : France : 7 janvier 1987

## Distribution
- Gérard Jugnot : Gilbert Goudron, l'ex-batteur des « Aborigènes »
- Gérard Darmon : Serge, l'ex-leader/chanteur des « Aborigènes »
- Marianne Basler : Gisèle, la femme de Gilbert et soeur de Marc
- Didier Sauvegrain : Marc, le frère de Gisèle, ex des « Aborigènes »
- Zabou : Maryline, la petite amie de Marc, choriste de Bashung
- Boris Bergman : Rocky, le frère de Maryline
- Jean-Pol Dubois : le chef de Gilbert
- Christian Charmetant : un complice
- Alain Bashung : lui-même
- Micha Bayard : l'épicière
- Samuel Le Bihan : un agent de maintenance (figurant, non crédité)

## Lieux de tournage
- Paris : les scènes de la Banque de France sont tournées au Conservatoire national des arts et métiers.
- Livry-Gargan : commune où habitent Gilbert et sa femme Gisèle.

## Box-office
| Pays   | Date de sortie | Entrées |
| ------ | -------------- | ------- |
| France | 7 janvier 1987 | 272 753 |